# Zulfija Czinszanło
Zulfija Sałacharowna Czinszanło (ros. Зульфия Салахаровна Чиншанло; ur. 25 lipca 1993) – kazachska sztangistka, brązowa medalistka olimpijska i trzykrotna mistrzyni świata.
W 2012 roku wystartowała na igrzyskach olimpijskich w Londynie, gdzie zdobyła złoty medal w wadze piórkowej. W 2016 roku została zdyskwalifikowana a medal jej odebrano, po tym jak w jej organizmie wykryto doping. Na rozgrywanych osiem lat później igrzyskach olimpijskich w Tokio wywalczyła brązowy medal, plasując się za Hidilyn Diaz z Filipin oraz Chinką Liao Qiuyun. 
Zdobyła też złote medale podczas mistrzostw świata w Goyang (2009), mistrzostw świata w Paryżu (2011) i mistrzostw świata w Ałmaty (2014). Piąta po rwaniu w Goyang, wyrównując w podrzucie rekord świata z wynikiem 129 kg, osiągając łącznie w dwuboju 219 kilogramów.
Dorobek medalowy Kazaszki uzupełniają również srebrne medale igrzysk azjatyckich, wywalczonych podczas zmagań w 2010 i 2014 roku.

## Osiągnięcia
| Rok  | Zawody                         | Miasto   | Miejsce | Kategoria | Wynik  |
| ---- | ------------------------------ | -------- | ------- | --------- | ------ |
| 2009 | Mistrzostwa świata             | Koyang   | 1       | do 53 kg  | 219 kg |
| 2010 | Igrzyska olimpijskie młodzieży | Singapur | 2       | do 58 kg  | 225 kg |
| 2011 | Mistrzostwa świata             | Paryż    | 1       | do 53 kg  | 227 kg |
| 2012 | Igrzyska olimpijskie           | Londyn   | 1       | do 53 kg  | 226 kg |
| 2014 | Mistrzostwa świata             | Ałmaty   | 1       | do 53 kg  | 232 kg |